# 克萊希爾 (佛羅里達州)
克萊希爾（英語：Clay Hill）是位於美國佛羅里達州克萊縣的一個非建制地區。該地的面積和人口皆未知。

## 地理
克萊希爾的座標為30°05′48″N 81°57′06″W / 30.09667°N 81.95167°W，而該地的平均海拔高度為32米（即105英尺）。